# اویلدیل (کالیفرنیا)
اویلدیل (به انگلیسی: Oildale) یک منطقهٔ مسکونی در ایالات متحده آمریکا است که در شهرستان کرن، کالیفرنیا واقع شده‌است. اویلدیل ۱۶٫۹۲۰ کیلومتر مربع مساحت و ۳۲٬۶۸۴ نفر جمعیت دارد و ۱۴۳ متر بالاتر از سطح دریا واقع شده‌است.